# Liste der Kulturdenkmäler in Niederdorfelden
Die folgende Liste enthält die in der Denkmaltopographie ausgewiesenen Kulturdenkmäler auf dem Gebiet  der Gemeinde Niederdorfelden, Main-Kinzig-Kreis, Hessen.
Hinweis: Die Reihenfolge der Denkmäler in dieser Liste orientiert sich zunächst an Ortsteilen und anschließend der Anschrift, alternativ ist sie auch nach der Bezeichnung, der vom Landesamt für Denkmalpflege vergebenen Nummer oder der Bauzeit sortierbar.
Kulturdenkmäler werden fortlaufend im Denkmalverzeichnis des Landes Hessen durch das Landesamt für Denkmalpflege Hessen auf Basis des Hessischen Denkmalschutzgesetzes (HDSchG) geführt. Die Schutzwürdigkeit eines Kulturdenkmals hängt nicht von der Eintragung in das Denkmalverzeichnis des Landes Hessen oder der Veröffentlichung in der Denkmaltopographie ab.

Das Denkmalverzeichnis für diesen Bereich liegt noch nicht vor. Die bisher bekannten Bau- und Kunstdenkmäler hat das Landesamt für Denkmalpflege Hessen in sogenannten Arbeitslisten erfasst. Den Arbeitslisten liegen Erkenntnisse aus Akten, Ortsbegehungen und Denkmalinventaren, jedoch keine neuere systematische Forschung, zugrunde. Die Benehmensherstellung mit der Gemeinde gemäß § 11 Abs. 1 HDSchG ist noch nicht erfolgt.
Das Vorhandensein oder Fehlen eines Objekts in dieser Liste ist keine rechtsverbindliche Auskunft darüber, ob es Kulturdenkmal ist oder nicht: Diese Liste entspricht möglicherweise nicht dem aktuellen Stand der offiziellen Denkmaltopographie. Diese ist für Hessen in den entsprechenden Bänden der Denkmaltopographie Bundesrepublik Deutschland und im Internet unter DenkXweb – Kulturdenkmäler in Hessen einsehbar. Auch diese Quellen sind, obwohl sie durch das Landesamt für Denkmalpflege Hessen aktualisiert werden, nicht immer aktuell, da es im Denkmalbestand immer wieder Änderungen gibt.
Eine verbindliche Auskunft erteilt allein das Landesamt für Denkmalpflege Hessen.
Nutze diese Kartenansicht, um Koordinaten in der Liste zu setzen. In dieser Kartenansicht sind Kulturdenkmale ohne Koordinaten mit einem roten bzw. orangen Marker dargestellt und können in der Karte gesetzt werden. Kulturdenkmale ohne Bild sind mit einem blauen bzw. roten Marker gekennzeichnet, Kulturdenkmale mit Bild mit einem grünen bzw. orangen Marker.

## Kulturdenkmäler nach Ortsteilen

### Niederdorfelden
| Bild                                                              | Bezeichnung                                                       | Lage | Beschreibung                                | Bauzeit | Objekt-Nr. |
| ----------------------------------------------------------------- | ----------------------------------------------------------------- | --- | ------------------------------------------- | ------- | ---------- |
| Gesamtanlage Historischer Ortskern Dorfelden                      | Gesamtanlage Historischer Ortskern Dorfelden                      | Lage |                                             |         | 121994 DDB |
| Bild gesucht BW                                                   | Gesamtanlage Historisches Burgquartier                            | Lage |                                             |         | 121794 DDB |
| Ehem. Bahnhofsempfangsgebäude der Niddertalbahn mit Güterschuppen | Ehem. Bahnhofsempfangsgebäude der Niddertalbahn mit Güterschuppen | Bahnhofstraße 2 LageFlur: 9, Flurstück: 81/44                                                                                              |                                             |         | 121692 DDB |
| Burg (Ruine) der Herren von Dorfelden                             | Burg (Ruine) der Herren von Dorfelden                             | Burghain LageFlur: 5, Flurstück: 12 |                                             |         | 121691 DDB |
| weitere Bilder                                                    | Sog. Junkernhof, ehem. Hof der Herren von Edelsheim               | Burgstraße 1, Junkergasse 9, Burgstraße LageFlur: 5, Flurstück: 11/3, 11/4, 13/3                                                           |                                             |         | 121694 DDB |
| Bild gesucht BW                                                   | Niddertalbahn (II)                                                | Eisenbahn Bad Vilbel Lauterbach; Bahnhofstraße 2, Bahnhofstraße LageFlur: 6, 9, 11, 12, 13, Flurstück: 7, 81/44, 81/45, 168/4, 215/8, 83/3 |                                             |         | 955031 DDB |
|                                                                   |                                                                   | Hainstraße 10 LageFlur: 2, Flurstück: 116/1                                                                                                |                                             |         | 121693 DDB |
| Evangelische Kirche                                               | Evangelische Kirche                                               | Kirchgasse 1 LageFlur: 2, Flurstück: 163/1                                                                                                 |                                             |         | 121695 DDB |
|                                                                   |                                                                   | Kirchgasse 2 LageFlur: 3, Flurstück: 149/1                                                                                                 |                                             |         | 121995 DDB |
| Ölmühle                                                           | Ölmühle                                                           | Mühlgasse 6, Mühlgraben LageFlur: 1, 2, 5, Flurstück: 275, 82/4, 34                                                                        |                                             |         | 121704 DDB |
|                                                                   |                                                                   | Oberdorfelder Straße 1 LageFlur: 3, Flurstück: 239/1, 239/2                                                                                |                                             |         | 121697 DDB |
| Gasthaus „Zur Linde“                                              | Gasthaus „Zur Linde“                                              | Oberdorfelder Straße 2 LageFlur: 3, Flurstück: 262/1                                                                                       |                                             |         | 121696 DDB |
|                                                                   |                                                                   | Pfortenstraße 1 LageFlur: 3, Flurstück: 148                                                                                                |                                             |         | 121996 DDB |
|                                                                   |                                                                   | Pfortenstraße 2 LageFlur: 3, Flurstück: 128/1                                                                                              |                                             |         | 121698 DDB |
|                                                                   |                                                                   | Pfortenstraße 6 LageFlur: 3, Flurstück: 132/1                                                                                              |                                             |         | 121699 DDB |
|                                                                   |                                                                   | Pfortenstraße 7 LageFlur: 3, Flurstück: 142/1                                                                                              |                                             |         | 121700 DDB |
|                                                                   |                                                                   | Pfortenstraße 10 LageFlur: 3, Flurstück: 138                                                                                               |                                             |         | 121701 DDB |
|                                                                   |                                                                   | Pfortenstraße 11 LageFlur: 3, Flurstück: 236/1                                                                                             | Teil der Gesamtanlage Historischer Ortskern |         | 910908     |
|                                                                   |                                                                   | Pfortenstraße 12 LageFlur: 3, Flurstück: 99                                                                                                |                                             |         | 121997 DDB |
|                                                                   |                                                                   | Pfortenstraße 14 LageFlur: 3, Flurstück: 98                                                                                                |                                             |         | 121702 DDB |
| Bild gesucht BW                                                   |                                                                   | Pfortenstraße 20 LageFlur: 3, Flurstück: 93/1                                                                                              |                                             |         | 121703 DDB |
|                                                                   |                                                                   | Vettergasse 4 LageFlur: 3, Flurstück: 456/124                                                                                              |                                             |         | 121705 DDB |